# مرکز فیلم کانادا

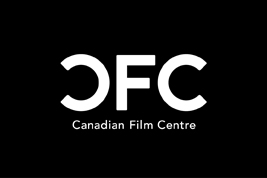
لوگوی مرکز فیلم کانادا (CFC)

مرکز فیلم کانادا (CFC) سازمانی است مستقر در تورنتوی کانادا با هدف سرعت بخشیدن به فرصت‌های شغلی استعدادهای درخشان در سینما، تلویزیون، بازیگری، موسیقی و رسانه‌های دیجیتال است.

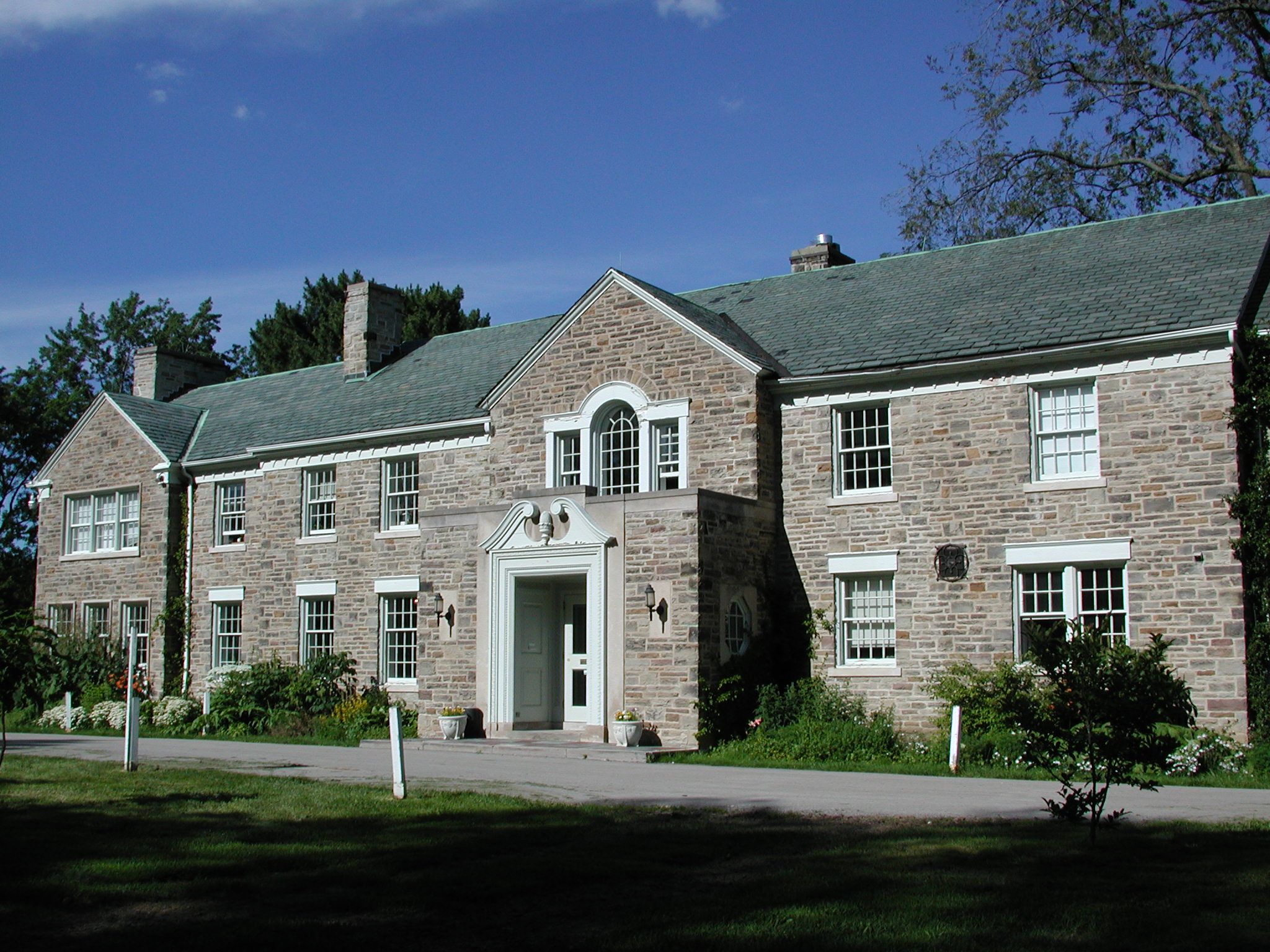
مرکز فیلم کانادا (CFC)

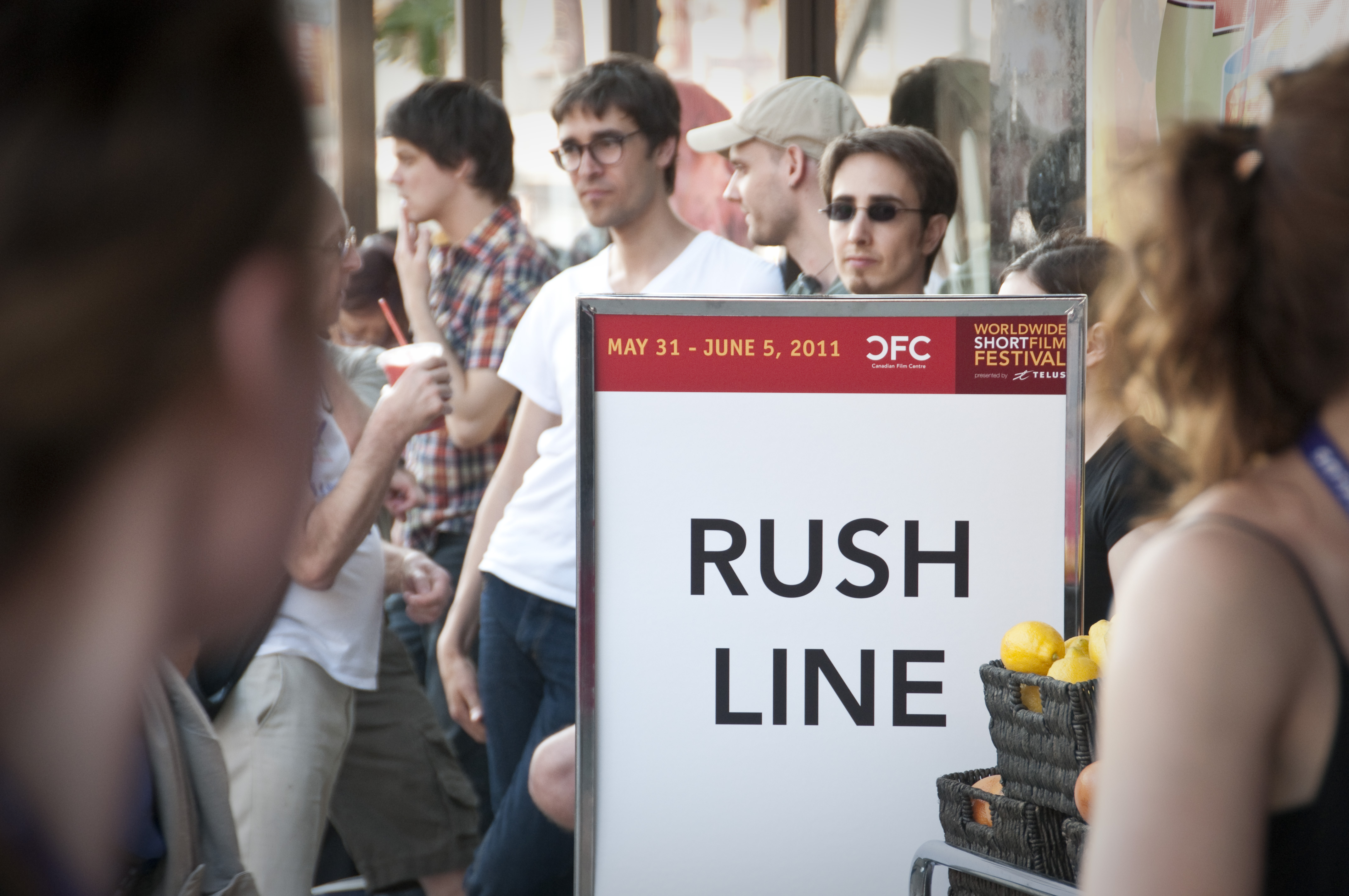
صف شب افتتاحیه جشنواره جهانی فیلم کوتاه مرکز فیلم کانادا (CFC) در سال ۲۰۱۱

مرکز فیلم کانادا یک سازمان خیریه است که خود را متعهد به ترویج و سرمایه‌گذاری در استعدادهای متنوع کانادا؛ ارائه نمایشگاه‌ها و خدمات مالی؛ مشارکت خلاق و توزیع فرصت‌های همکاری با صنعت برای پیشروان خلاق می‌داند. مرکز فیلم کانادا می‌کوشد خلاقانه‌ترین ایده‌ها و صداهای این کشور را به جهان برساند و سهمی قابل توجه در توسعه فرهنگی و اقتصادی کانادا ایفا کند.

## تاریخچه
مرکز فیلم کانادا در سال ۱۹۸۸ تأسیس شد.